# Músculo esternocleidomastoideo
Na anatomia humana, o esternocleidomastóideo (português brasileiro) ou esternocleidomastoideu (português europeu) (do latim Sternocleidusmastoideus) é um músculo da face lateral do pescoço, na região ântero-lateral. É o principal flexor do pescoço. Largo e robusto, é constituído, no tramo torácico, por duas “cabeças”: a esternal e a clavicular.
É inervado pelo nervo espinal, nervo CXI.
Este músculo permite três ações diferentes: a rotação da cabeça para o lado contrário, a inclinação lateral e uma leve extensão da cabeça.

## Relações
O esternocleidomastóideo está dentro da fáscia profunda do pescoço, junto com o trapézio, com o qual compartilha seu suprimento nervoso (nervo acessório). É grosso e, portanto, serve como um ponto de referência primária muscular do pescoço durante um exame extraoral de um paciente, uma vez que divide a região do pescoço em triângulos cervicais anteriores e posteriores, que ajudam a definir a localização de estruturas, tais como os nódulos linfáticos para a cabeça e pescoço. Anterior ao esternocleidomastóideo é o triângulo anterior. Posterior a ele é o triângulo posterior.
Muitas estruturas importantes dizem respeito à esternocleidomastóideo, incluindo a artéria carótida comum, nervo acessório, e do plexo braquial.

## Examinação
O SCM é efetivamente apalpado em cada lado do pescoço, quando o paciente move a cabeça para o lado contralateral.